# Edmund Jerome McCarthy
Edmund Jerome McCarthy (20. února 1928 – 3. prosince 2015 Michigan) byl významným americkým teoretikem marketingu.
V roce 1960 McCarthy představil teoretický pojem marketingový mix (někdy nazýván také "4P"). Marketingový mix uvedl jako 4 kontrolovatelné proměnné, které firma používá k tomu, aby usilovala o dosažení svých cílů. Jedná se o produkt, cenu, místo a propagaci.
McCarthy obdržel titul Ph.D na Univerzitě v Minnesotě v roce 1958. Od té doby učil na univerzitách v Oregonu, Notre Dame a Michigan State. Intenzivně se zabýval výukou a pracoval na nových učebních materiálech. Kromě toho, že psal různé články a monografie, je také autorem učebnic o zpracování dat a sociálních aspektech marketingu. Je autore knihy Základy marketingu (Basic Marketing: A Marketing Strategy Planning Approach) nyní 19. vydání .
Spolupracoval se skupinou učitelů z celých Spojených států a zúčastnil se mezinárodních konferencí v Jižní Americe, Africe a Indii. V roce 1987 obdržel od Americké marketingové asociace cenu „ Trailblazer Award“. V roce 1975 byl zvolen jedním z pěti nejlepších myslitelů v oboru marketingu (Marketing Thought). V letech 1963-60 byl stipendistou Fordovy nadace na Harvardově obchodní škole a zabýval se matematickými metodami marketingu.
Kromě akademických zájmů se McCarthy zabýval poradenstvím a řídil rozvoj několika firem. Spolupracoval se špičkovými manažery ze společností Steelcase, Dow Chemical, Dow-Corning, 3M, Bemis, Grupo Industrial Alfa a mnoha dalšími malými firmami. Byl ředitelem několika organizací. Jeho primární zájmy byly marketing, plánování marketingové strategie a příprava učebních materiálů pro pomoc ostatním, aby mohli dělat totéž. Velkou část života trávil zdokonalováním marketingových textů . 
Jerome McCarthy byl aktivní ve světě obchodního jednání a vědeckých konferencí.